# X-Men: Next Dimension
X-Men: Next Dimension est un jeu vidéo de combat développé par Paradox Development et édité par Activision sorti en 2002 sur PlayStation 2, Xbox et GameCube.

## Accueil
- Jeux vidéo Magazine : 7/20[1]
- Jeuxvideo.com : 10/20[2]